# 730

730(칠백삼십)은 729보다 크고 731보다 작은 자연수다.

## 수학
- 합성수로, 그 약수는 1, 2, 5, 10, 73, 146, 365, 730이다. 진약수의 합은 602이므로, 730은 부족수다.
- 95번째 쐐기수다. 앞의 쐐기수는 715, 다음 쐐기수는 741이다.
- 10번째 십팔각수다. 앞의 십팔각수는 585, 다음은 891이다.
- {\displaystyle 730=10^{2}+11^{2}+12^{2}+13^{2}+14^{2}}
  - 연속하는 자연수 5개의 제곱합으로 나타낼 수 있는 수다. 이 성질을 지닌 앞의 수는 615, 다음 수는 855다.
- {\displaystyle 3^{12}-1}은 730으로 나누어떨어진다.

## 과학
- NGC 730(영어판): 물고기자리 방향에 있는 항성.

## 교통
- 730(나나산마루): 일본 오키나와현 일대에서의 대면 통행이 좌측 통행으로 전환되는 교통 체계.
  - 730 시시 파크(일본어판)

### 철도
- 서울 지하철 7호선 강남구청역의 역번호.

### 도로
- 미국 730번 국도(영어판)
- 730번 지방도: 전북특별자치도 순창군 금과면에서 남원시 주천면까지 이어지는 대한민국의 지방도.
- 현도 제730호선

## 군사
- 730 해군 항공대(영어판): 과거 존재한 영국의 해군 항공대.

## 문화유산
- 대한민국의 보물 제730호: 울진 불영사 응진전

## 기타
- 날짜: 7월 30일
- 연도: 730년, 기원전 730년
- 730년대
- 평년 2년의 날짜.
- 한국십진분류법에서 일본어 및 기타 아시아 제어에 관한 책들이 분류되는 번호.